# Никола Пантић
Никола Пантић (Смедерево, 18. децембар 1927 — Београд, 21. новембар 2002) био је геолог - палеонтолог, редовни професор Рударско-геолошког факултета Универзитета у Београду, академик.

## Биографија
Рођен је 18. децембра 1927. у Смедереву. Дипломирао је 1951. на геолошко-палеонтолошкој групи Природно-математичког факултета у Београду. Тада је изабран за асистента. Докторирао је 1956. тезом „Биостратиграфија фосилних флора Србије“. За доцента је изабран 1956, ванредног професора 1962. (предмет Палеоботаника), редовног 1968. Био је редовни професор Рударско-геолошког факултета до 1. октобра 1993. када је пензионисан.
За дописног члана Српске академије наука и уметности изабран је 7. марта 1968. а за редовног 15. децембра 1983. у Одељењу природно-математичких наука. Од 1998. поделом на два дела овог одељења припадао је Одељењу за математику физику и гео-науке. Водио је Одбор за палеофлору и палеофауну, Одбор за флору и вегетацију Србије и Одбор „Човек и животна средина“ у оквиру САНУ. Био је члан Државног савета за заштиту човекове околине и председник пројектног савета Министарства за заштиту човекове средине на проучавању заштите природе.
Изабран је за дописног члана Југословенске академије знаности и умјетности у Загребу 23. јуна 1988.
Сарађивао је Геолошким институтом при Високој техничкој школи у Цириху где 1976-1980 учествовао у раду као гостујући професор. У том институту организовао је рад на палинолошком проучавању старости сјајних шкриљаца у Алпима чиме је допринео решавању једног значајног проблема алпијске геологије. У два наврата држао је докторандске курсеве на Пенсилванијском државном универзитету, са чијом екипом је учествовао у истраживању мочвара Флориде.
Био је председник Српског геолошког друштва, по други пут изабран 1991. Био је једно време секретар а затим и председник Савеза геолошких друштава Југославије.
Објавио је више од 300 научних радова и дела. Његов научни рад био је посвећен многим областима, највише палеоботаници, палеоекологији, микропалеонтологији. Неке од његових књига су „О јединству природног и духовног“ (1997) и „Записи из геолошке историје“ (2001).
Одлучно се борио за афирмацију дела Милутина Миланковића. Заједно са др Александром Петровићем у Заводу за уџбенике започео је 1997. издавање изабраних дела Милутина Миланковића. За његовог живота објављено је седам књига. Са Александром Петровићем био је руководилац пројекта Хенсвера који се од 1992. до 1995. одвијао у Музеју савремене уметности (учесници: Горан Путник, Гага Царановић, Коста Бодгановић, Милан Радовановић, Мирјана Петровић, Милева Сладић, Дарко Танасковић, и др). Био је један од писаца Меморандума САНУ.
Добитник је великог броја награда: Седмојулска награда Србије за област природно-математичких наука (1991), Повеља Савеза геолошких друштава Југославије за дугогодишњи рад у управи Савеза (1990), Повеља Савезног геолошког завода за резултате у изради Геолошке карте Југославије (1989), Медаља српског геолошког друштва (1991), Плакета Рударско-геолошког факултета (1991).
Приликом прославе 125. годишњице Високе техничке школе у Цириху у поглављу о Геолошком институту од свих гостујућих професора поменуто је једино име Николе Пантића („захваљујући његовом доприносу први пут је извршено детаљно датирање бесфосилних сјајних шкриљаца Алпа“)
Умро је 21. новембра 2002. у Београду.
У октобру 2007. године у Природњачком музеју у Београду отворена је изложба посвећена осамдесетогодишњици рођења Николе Пантића под називом „Историчар природе“. Током априла 2007. године у Музеју у Смедереву је била постављена изложба под називом „Литургија, хармонија, спирала - Омаж академику Николи Пантићу“.